# Kemna Bau
Die Kemna Bau Andreae GmbH & Co. KG (Eigenschreibweise: KEMNA) ist eine deutsche Unternehmensgruppe der Bau- und Baustoffindustrie mit Sitz in Pinneberg. Sie ist mit mehr als 2.000 Mitarbeitern in den Sektoren Verkehrswegebau, Asphaltproduktion und Rohstoffgewinnung tätig und gehört zu den 30 größten Bauunternehmen Deutschlands. Das Unternehmen wurde 1867 unter der Firma J. Kemna als Landmaschinenwerkstatt gegründet.

## Geschichte

### Gründungsphase

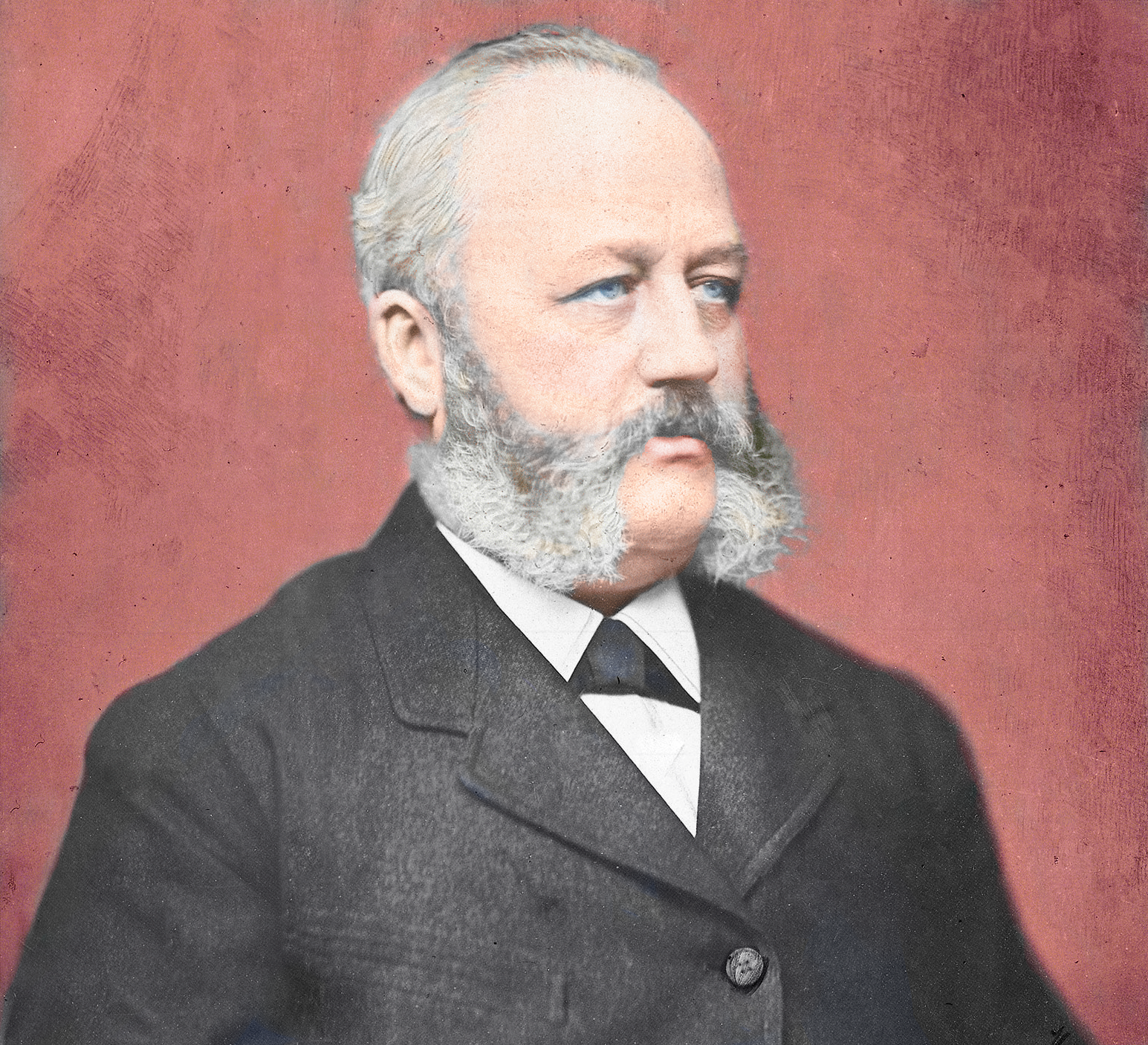
Julius Kemna

Der Unternehmensgründer Julius Kemna stammte ursprünglich aus Barmen, wo er 1837 geboren wurde. 1867 gründete er in Breslau sein Unternehmen, das zunächst Landmaschinen herstellte, teilweise in Lizenz. Bald entstand auch eine Eisengießerei, die unter anderem Glas-, Medaillen- und Tonformen produzierte. Er erkannte, dass die Dampfmaschine nicht nur in der Industrie, sondern auch in der Landwirtschaft und im Straßenbau nützlich wäre. Zunächst kooperierte er dafür mit Fowler, beschloss aber schon bald, eigene Lokomobile und Dampfpflüge zu bauen. Nach dem Vorbild Fowlers baute Kemna auch Einzylinder-Sattdampfmaschinen, wechselte aber bald zur effizienteren Hochdruckdampftechnologie.

### Zweite Generation

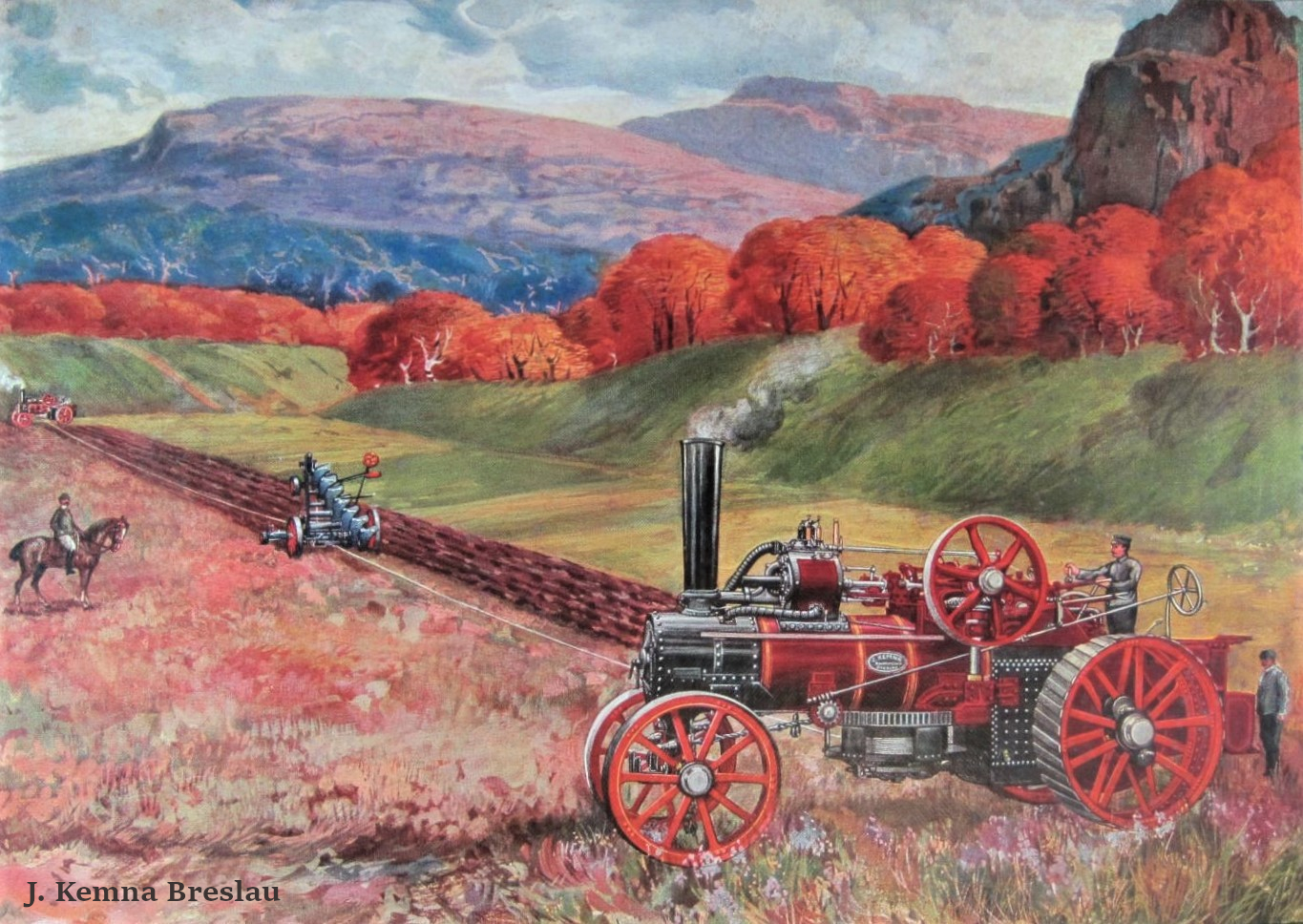
Kemna-Lokomobil und -Pflüge (ungefähr 1900)

Im Jahr 1898 starb Julius Kemna überraschend. Seine Witwe Philipine und der älteste Sohn Fritz übernahmen die Firmenleitung, die Söhne Hans und Erich kamen später hinzu. In dieser Phase entwickelte sich Kemna zum „führende Dampfpflug-Unternehmen auf dem europäischen Kontinent und drang auf dem Weltmarkt in die Monopolstellung englischer Firmen ein“. 1905 beschäftigte man auf dem nun 52.000 m² großen Betriebsgelände etwa 900 Beschäftigte. 1908 präsentierte die Maschinenfabrik J. Kemna eine Weiterentwicklung des Compound-Systems: eine Heißdampf-Pfluglokomotive mit überspanntem Dampf und zwei Hochdruckzylindern.
Der Erste Weltkrieg führte zur Forderung der Heeresleitung, wonach Zugmaschinen herstellerübergreifend vereinheitlicht werden mussten, um das Ersatzteilproblem in den Griff zu bekommen. Kemna stellte daraufhin die Straßenlokomotive EM (Einheitsmaschine) vor, die bald von verschiedenen Herstellern im Deutschen Reich nachgebaut wurde. Viele dieser Maschinen wurden als Reparationsleistung nach dem Ersten Weltkrieg nach ganz Europa geliefert. 1919 warb Kemna mit seinen Dampf-Lastzügen, Straßenlokomotiven mit zwei Anhängern, die imstande waren „300 bis 400 Zentner zu transportieren bei einer Reichweite von bis zu 30 Kilometern mit einer Geschwindigkeit von 5 bis 10 km/h“. Neu war auch der von Kemna vorgestellte Dampfpflug. Das Dampfpflügen mit zwei Lokomobilen, zwischen denen der Pflug hin- und hergezogen wurde, wurde in den 1920er Jahren jedoch allmählich durch den von Kohle und Wasser unabhängigen Traktor abgelöst. Das Unternehmen stellte sich anschließend auf diese Marktlage ein und verlagerte die Produktion. So brachte Kemna 1923 als erstes Unternehmen in Deutschland eine Straßenwalze mit einem Rohölmotor (Deutz-Diesel-Motor) auf den Markt.
Unter der Marke Wratislawia wurden von Kemna Dreschmaschinen und andere Geräte angeboten. Nach dem Ersten Weltkrieg wurden auch Traktoren mit Verbrennungsmotor hergestellt. Ferner wurden Dampf-Straßenwalzen produziert, die nach dem Ersten Weltkrieg schon bald mit Verbrennungsmotor ausgerüstet wurden. Straßenwalzen von Kemna waren in ganz Europa bekannt. Nach dem Eintritt des Sohnes Erich Kemna (1908) wandte sich das Unternehmen verstärkt dem Bereich Straßenbau zu. Bereits 1910 wurde hierfür ein Asphalt-Gemisch angeboten.
Die Weltwirtschaftskrise Anfang der 1930er Jahre traf auch Kemna hart. In der Folge wurde im Jahr 1931 die Straßenbauabteilung ausgegliedert und in die neu gegründete Straßenbaugesellschaft Kemna-Lenz GmbH eingebracht. Erich Kemna übernahm die Geschäftsführung. Mitgesellschafter war die Allgemeine Baugesellschaft Lenz & Co. (Allbau Lenz) aus Berlin, ein Unternehmen der Aktiengesellschaft für Verkehrswesen. Kemna-Lenz war im Erdbau, Asphalt- und Betonstraßenbau sowie im Kanalisations- und Betonfertigteilbau tätig. Dabei kamen auch Zwangsarbeiter zum Einsatz. Die Aufzeichnungen hierzu sind allerdings lückenhaft. Bekannt ist die Beschäftigung von rund 150 Juden beim Bau der Reichsstraße von Hildesheim nach Hannover. Zudem betrieb Kemna-Lenz 1939 ein Zwangsarbeitslager in Sarstedt mit etwa 120 aus Italien verschleppten Juden, die beim Bau einer Reichsstraße eingesetzt wurden. Im Berliner Bezirk Tempelhof-Schöneberg unterhielt das Unternehmen darüber hinaus ein kleineres Lager mit 20 Zwangsarbeitern. Ein weiteres Lager soll sich in Wüstegierdorf befunden haben, wo das Geheimprojekt Riese vorangetrieben wurde.
1941 trat Karl Andreae in das Straßenbauunternehmen ein und führte eine gesellschaftliche Neuordnung durch. Kemna-Lenz wurde zur Besitzgesellschaft und als Betriebsgesellschaft wurde die E. Kemna & Co. KG unter der Leitung von Erich Kemna und Karl Andreae gegründet.
Ob in der Breslauer Maschinenfabrik Zwangsarbeiter zum Einsatz kamen oder Aufträge für die deutsche Rüstungsindustrie ausgeführt wurden, ist in den einschlägigen Archiven nicht dokumentiert. Gegen Ende des Zweiten Weltkrieges wurde die Maschinenfabrik in Breslau völlig zerstört. Aufgrund der Gebietsabtretung Schlesiens an Polen gab das Unternehmen das Breslauer Werk 1945 auf. Auf dem Gelände richtete sich anschließend eine Reparaturwerkstätte ein und später entstand dort die Firma Fadroma Wrocław. Sie produzierte zunächst Walzen und später auch Radlader.

Vier Maschinen von Kemna können in Museen in Sinsheim und Berlin, im polnischen Nationalmuseum der Landwirtschaft bei Posen sowie im Museum von Skȯgar auf Island besichtigt werden, weitere stehen frei zugänglich im Dorf Veitsch in der Steiermark (Österreich) und im estnischen Tartu (Dorpat). Auch vor der heutigen Kemna-Hauptverwaltung in Pinneberg ist eine Walze ausgestellt.

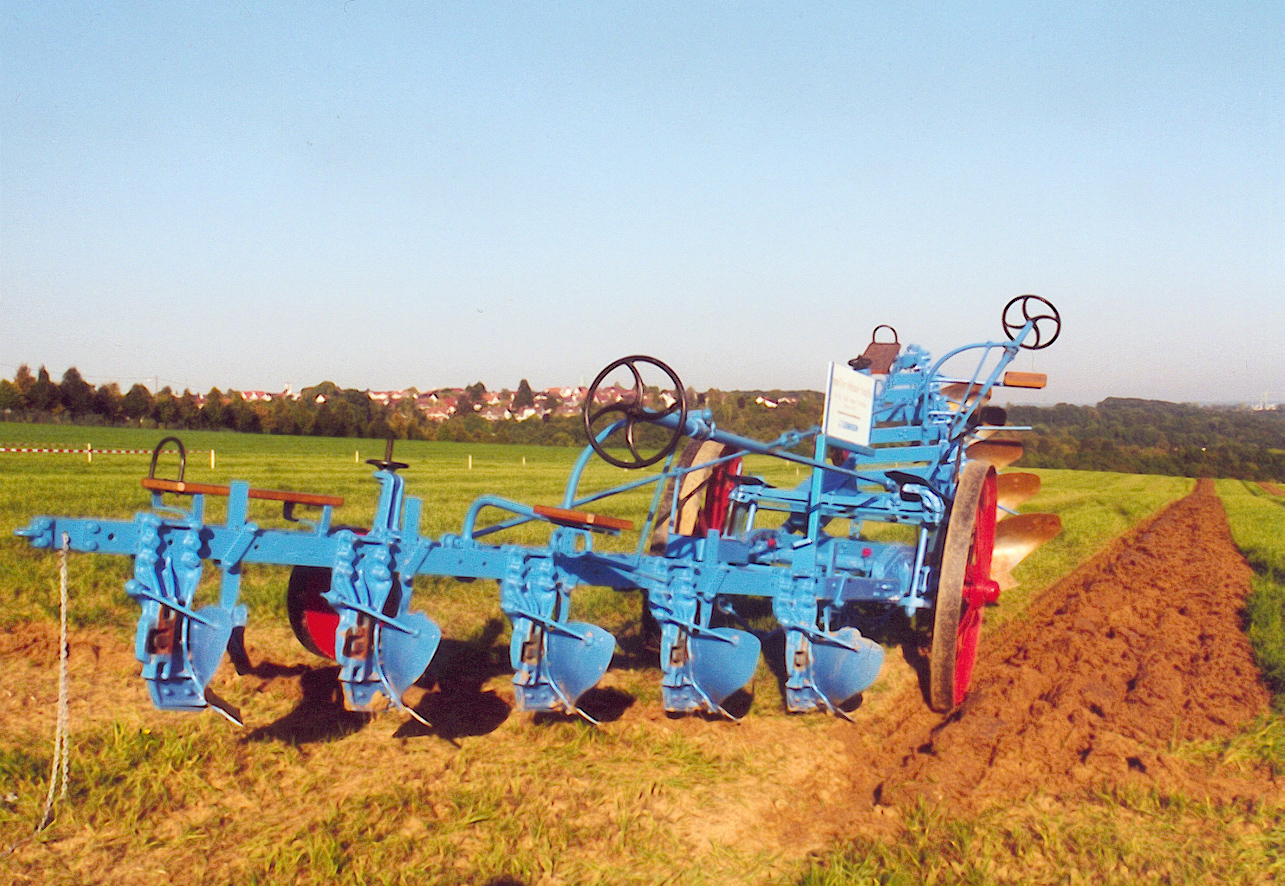
Heißdampf-Kipppflug, Baujahr 1921
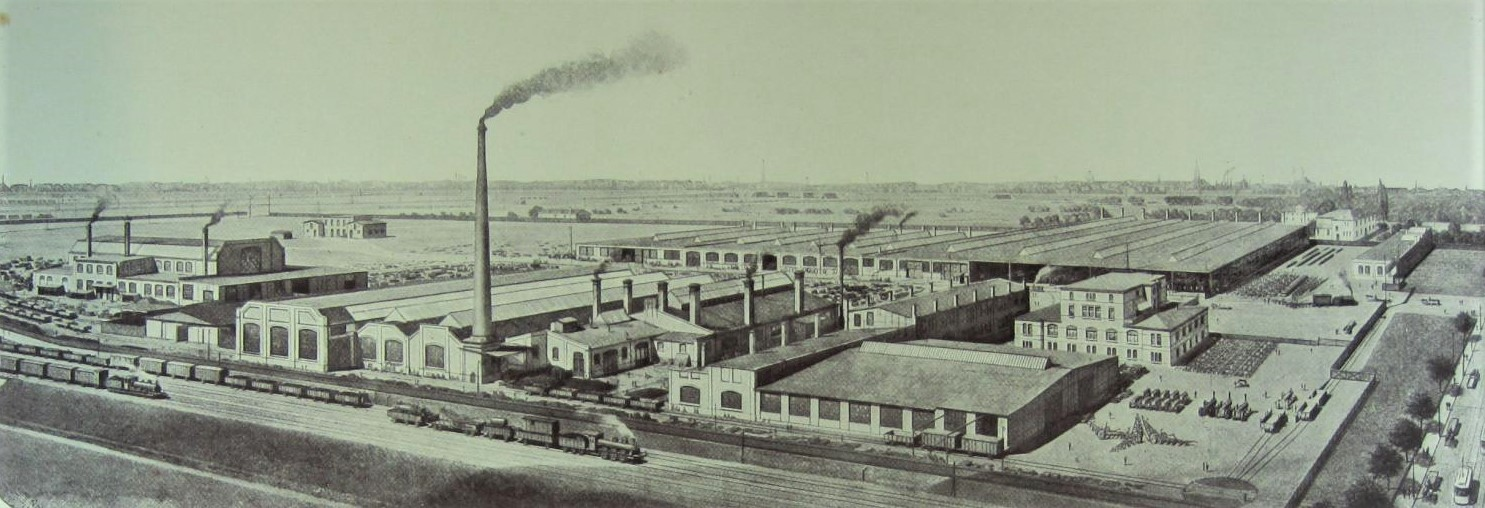
Kemna-Fabrik in Breslau
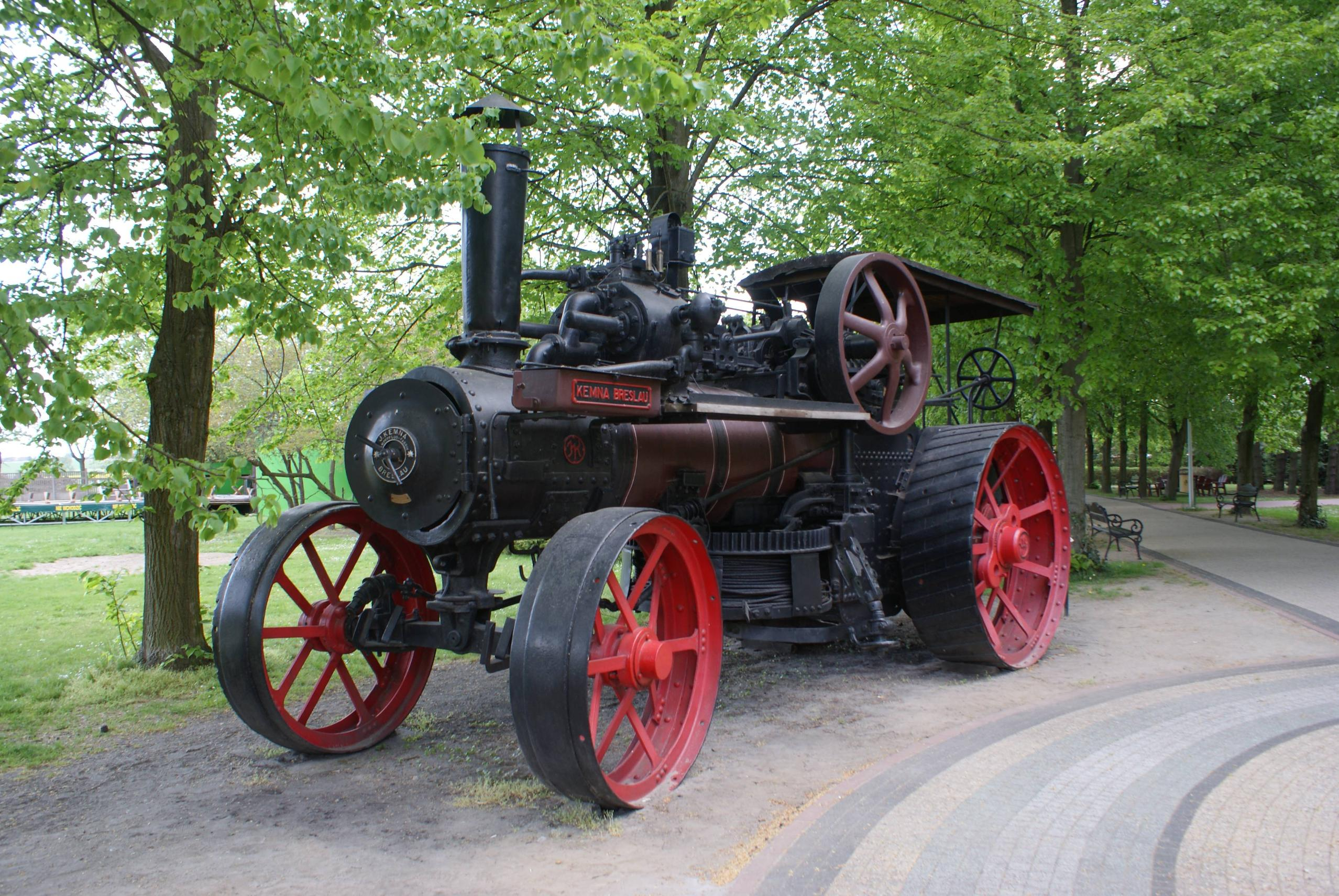
Viele Kemna-Maschinen sind noch heute zu sehen.

### Nach dem Zweiten Weltkrieg
Nach dem Zweiten Weltkrieg wurden in Lübeck-Travemünde im Hatra-Werk Kemna-Walzen weitergebaut, doch der Namenszug Kemna verschwand bald von den Maschinen, damit endete der Fahrzeugbau unter dem Namen Kemna für immer.
Der Straßenbaubereich von Kemna in Berlin stand unter der Kontrolle der Alliierten. Deshalb gründete Karl Andreae 1945 in Hamburg aus einer zuvor eher unbedeutenden Zweigniederlassung heraus die Kemna Baugesellschaft mbH. Mit ehemaligen Mitarbeitern, darunter viele, die aus dem Osten geflüchtet waren, wurden zunächst Abbrucharbeiten ausgeführt. Im Rahmen der Luftbrücke wurden auf den Flugplätzen Lübeck-Blankensee, Wunstorf und Faßberg wieder erste große Baustellen abgewickelt.
In knapp zehn Jahren wurde Kemna zu einem der größten deutschen Straßenbauunternehmen. Niederlassungen bspw. in Aachen, Lübeck und Hannover wurden gegründet. 1949 stieg Kemna in Dransfeld in die Asphaltproduktion ein. Peter Kemna trat 1958 als weiterer Gesellschafter in die Geschäftsführung ein. Unter Verwendung der Namen beider Gesellschafterfamilien wurde die Firma 1963, im Jahr des Umzugs von Hamburg nach Pinneberg, geändert. Sie lautete Kemna Bau Andreae & Co. KG.
1972 schied Karl Andreae aus dem Unternehmen aus. Seine Söhne, Karl-Johann und Nicolaus Andreae, begannen Anfang der siebziger Jahre ihr Engagement bei Kemna im zweiten Glied und rückten 1974 in die Geschäftsführung neben Peter Kemna auf. Ein Jahr darauf (1975) wurde der Firmenname ein letztes Mal geändert. Das Unternehmen trägt seitdem die bis heute gültige Bezeichnung Kemna Bau Andreae GmbH & Co. KG.
In den 1970er und 1980er expandierte das Unternehmen vorsichtig. Außerdem nahm es Modernisierungen in Steinbrüchen und Mischanlagen vor. Bei der deutsch-deutschen Grenzöffnung 1989/1990 war Kemna mit Bauleistungen und der Belieferung von Baustellen maßgeblich beteiligt. In den Jahren nach der Wiedervereinigung wurden in den neuen Bundesländern weitere Betriebe eröffnet oder übernommen. Hierzu zählt bspw. der Steinbruch am Unterberg, der 1991 ans Netz ging.
2008/9 schieden Karl-Johann und Nicolaus Andreae aus der Geschäftsführung aus.

## Unternehmensstruktur

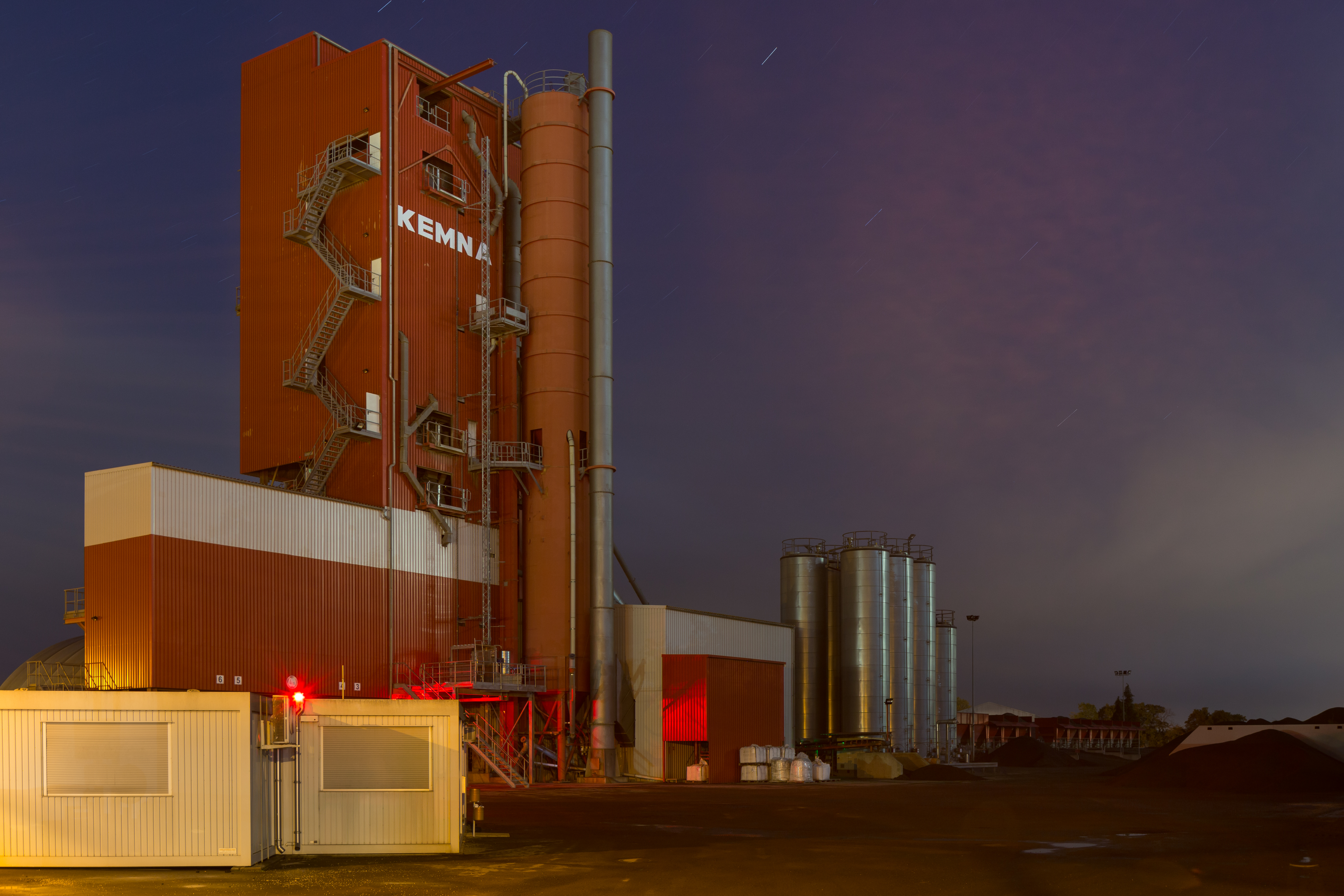
Ein Kemna-Werk in Hannover

Geschäftsführer der Kenna Kemna Bau Andreae GmbH & Co. KG sind Jacob Andreae und Michael Liell. Im Jahr 2020 beschäftigte das Unternehmen 2101 Mitarbeiter und erwirtschaftete eine Gesamtleistung von 512,5 Mio. Euro. Es gehört zu den 30 größten deutschen Bauunternehmen und ist eines der größten im Bereich Verkehrswegebau.

### Tochtergesellschaften
Kemna hat über 60 Standorte in Deutschland. Kemna ist mit Zweigniederlassungen und Beteiligungsgesellschaften in zehn Bundesländern mit einem Schwerpunkt in der Nordhälfte Deutschlands aktiv. Zu den Tochterunternehmen und Beteiligungsgesellschaften gehören unter anderem Gehrken Straßen- und Tiefbau GmbH & Co. KG, Guss-Asphalt Wilfried Ceh GmbH, Vereinigte Asphalt Mischwerke GmbH & Co Kommanditgesellschaft, ASPA GmbH, Nordharz Asphalt-Mischwerke GmbH & Co. KG, DAM Delitzscher Asphaltmischwerk GmbH, Mitteldeutsche Baustoffe GmbH, Amiro GmbH sowie Malkus GmbH, BiB Bauen im Bestand GmbH und ServiTra GmbH & Co. KG.

### Tätigkeitsfelder

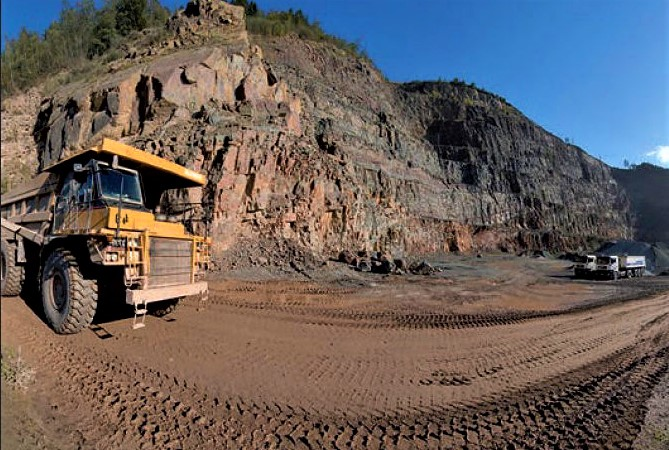
Kemna-Rohstoffgewinnung

Die Unternehmensgruppe Kemna weist heute eine vertikale Struktur entlang der Wertschöpfungskette des Verkehrswegebaus auf und deckt hierbei die Bereiche Verkehrswegebau, Asphaltproduktion und Rohstoffgewinnung ab. Die Unternehmensgruppe führt sämtliche Bauleistungen im Verkehrswegebau sowie Aufgaben der Bauwerksinstandsetzung und der Leit- und Schutzsysteme aus. Es werden Projekte aller Größenordnungen, von individuell gestalteten hochbelasteten Industrieflächen bis hin zu kompletten Autobahnlosen oder Flugbetriebsflächen in Eigenleistung und in Arbeitsgemeinschaften ausgeführt.
Im Bereich Verkehrswegebau bietet das Unternehmen die Planung, Herstellung und Erhaltung von Fahrbahnen jeglicher Art, den Bau von Flugbetriebsflächen, den Bau der Infrastruktur des Bahnbetriebes und den Neubau sowie die Sanierung von Industrie- und Sonderflächen, wie z. B. Hafenanlagen, Containerumschlagflächen, Parkplätzen oder Flächen für Schwerlastverkehr. Außerdem bietet es die Grundinstandsetzung von Ingenieurbauwerken sowie Erd-, Deich- und Deponiebau.
Im Bereich Asphaltproduktion bietet Kemna die Herstellung von Asphaltmischgut und betreibt Gesellschaften für den Transport von Schüttgütern über Straßen und zur Bahnverladung.
Für den Bereich der Rohstoffgewinnung betreibt das Unternehmen eigene Steinbrüche und Kieswerke zum Abbau gebrochener und ungebrochener Gesteinskörnungen. Dort, sowie in Asphaltmischwerken, werden Mischgüter für den Straßenbau produziert.

## Auszeichnungen
- 2018: Platz 10 bei der „Beste Arbeitgeber“ von Focus Money[29]